# Björntjärnen (Sundsjö socken, Jämtland)
Björntjärnen är en sjö i Bräcke kommun i Jämtland som ingår i Ljungans huvudavrinningsområde.